# لانگو
لانگو (به آلمانی: Langau) یک منطقهٔ مسکونی در اتریش است که در ناحیه هورن واقع شده‌است. لانگو ۶۹۱ نفر جمعیت دارد.